# Пилатус
Пилатус (нем. Pilatus; фр. Pilatus) — горный массив в швейцарских Альпах, на границе кантонов Обвальден, Нидвальден и Люцерн, и его главная вершина (2128,5 м, называется также Томлисхорн, нем. Tomlishorn).
По легенде название горы происходит от имени Понтия Пилата, потому что на склоне горы будто бы находилась его могила. В действительности в основе названия лежит латинское слово pilleatus («в войлочной шляпе» — имелась в виду, надо полагать, облачная шапка вокруг вершины).
К вершине Пилата ведёт канатная дорога из Кринса. Считается также, что здесь проходит самая крутая железная дорога в мире. Чтобы колёса не проскальзывали, она оборудована особым механизмом — зубчатые колёса катятся по зубчатому рельсу и тянут поезд вверх.

Пик горы Пилатус, 2016

Первым подъём на гору описал в 1555 году Конрад Геснер. Его труд стал одним из первых в истории свидетельств о практике альпинизма. Посвящённый всестороннему описанию горы Пилат труд швейцарского геолога Морица Антона Каппеллера (лат. «Pilati montis historia ab amico in Lucerna protracta etc.»; 1767) снабжён небывалыми для той эпохи по точности планами горы, сделанными благодаря наложению рисунков, выполненных из двух различных точек.